# René Le Bossu
René Le Bossu, francoski literarni kritik in duhovnik, * 16. marec 1631, Pariz, † 14. marec 1680.